# Méta (játék)
A méta hagyományos magyar labdajáték, amelyet két, tíz-tizenöt főből álló, ütőkkel felszerelkezett csapat játszik. Többnyire a gyermekek és a diákság körében népszerű ez a sport, amelyet főként tavasszal és nyáron űznek.

## Története
A méta játék mai formájában a várháborúk emlékét őrzi. Eredetileg a városi iskolák és kollégiumok diákságának kedvelt játéka volt, amelyet idővel a vidéki települések ifjúsága is átvett. A falu népe őrizte és továbbalakította a játékot.
II. Lajos idejéből származó források szerint a lovagok is játszottak egyfajta métajátékot, amely azonban nem volt azonos a gyerekek és fiatalok alább leírt szórakozásával.
Tekintve, hogy a méta eredete több évszázadra nyúlik vissza, egy feltételezett alapformára nem következtethetünk vissza, s az azóta eltelt időben a játéknak sok változata elterjedt. Így a méta családjába tartozik a krikett és a baseball is. [forrás?]

## Játékszabályok
Az általános szabályok szerint a 20-30 méter hosszú, két rövidebb végén vonallal (métavonal) határolt pálya közepén található a különféleképpen megjelölhető – krétával felrajzolt, kövekből vagy fákból kirakott – cél (vár, tilos hely, méta).
Az egyik csapatot az ütők, a másikat pedig a kapók vagy fogók alkotják. A játék során a 60-70 centiméteres ütővel, tulajdonképpen bottal vagy husánggal (métabot, métaütő, kámpa, kampaverő, mángorló, levatta) felszerelkezett csapatok tagjai a vonal mögött felsorakoznak.
A kapók egyike az ütőknek sorra adogatja (vagy az ütőjátékosok dobják fel maguknak), a rongy-, bőr-,  vagy nemezlabdát, akik azt a lehető legerősebben és a legtávolabbra igyekeznek elütni a métabottal. Napjainkban más sokan játsszák ezt a játékot gumilabdával.  Az elütést követő pillanatban az ütő elrohan a tilos helyre, ahol nem lehet a labdával megdobni, és ezt követően – ha a helyzetet úgy méri fel – ugyancsak szaladva igyekszik visszaérni a vonal mögé, ahol csapatának többi tagja várakozik. Mindeközben ha valamelyik fogó elkapja az általa elütött labdát, és még visszaérkezése előtt eltalálja vele a soros ütőt, a két csapat helyet cserél: az ütőkből lesznek a kapók, és fordítva, a kapókból az ütők vagy az éppen futó játékosból fogoly lesz. Ha a fogók egyike még röptében elkapja a labdát, ugyancsak szerepet cserél a két csapat.
A méta különféle változatai a várméta (várasdi), a körméta és a futóméta (népi nevei longa méta, hosszú méta, kifutós, szaladós méta) illetve a modern kama (játék). Azonban más helyeken más szabályok szerint játszhatják vagy játsszák ezt a játékot.
A Kincskereső kisködmönben,  A Pál utcai fiúkban és Heinrich Böll Biliárd fél tízkor című regényében is említik. Pásztor Árpád A Muzi című regényében részletesen leírja a játék pesti változatát.